# Księginki (powiat śremski)
Księginki – wieś w Polsce położona w województwie wielkopolskim, w powiecie śremskim, w gminie Dolsk.

## Opis
Wieś duchowna, własność biskupstwa poznańskiego, pod koniec XVI wieku leżała w powiecie kościańskim województwa poznańskiego. W latach 1975–1998 miejscowość należała administracyjnie do województwa poznańskiego.
Wieś położona 3 km na południe od Dolska przy drodze wojewódzkiej nr 434. We wsi znajduje się skrzyżowanie z drogą powiatową nr 4085 do Nowieczka przez Ostrowieczno.
W dokumentach wieś pojawiła się w 1210. Wówczas książę Władysław Odonic przekazał Księginki klasztorowi Cystersów. We wsi znajduje się głaz narzutowy o obwodzie 780 cm będący pomnikiem przyrody oraz pozostałości cmentarza ewangelickiego.